# Amway
A Amway Corporation, Inc., popularmente conhecida como Amway, é uma empresa multinacional de vendas direta e marketing de rede, fundada em 1959 por Rich DeVos e Jay Van Andel nos Estados Unidos. De acordo a Direct Selling News, é a maior empresa do gênero no mundo, com receita anual superior a US$ 8,8 bilhões em 2018 e presença em mais de 100 países.
A maior parte dos produtos do portifólio da Amway é voltado para itens para a casa, beleza e bem-estar e estima-se que possui mais de 3 milhões distribuidores, chamados de Empresários, no mundo. 
Está no Brasil desde 1991 e nunca saiu de nenhum país onde iniciou suas atividades. Depois de alguns anos de operação, a empresa adequou os preços para a realidade brasileira, tornando os preços mais competitivos. 
De 2007 até 2010 a empresa nomeou através de um acordo a antiga arena do Orlando Magic, antes conhecida como Orlando Arena e passando a se chamar Amway Arena até sua demolição. Em 2009, com a criação de uma nova arena para o Orlando Magic e o Orlando Solar Bears, um novo acordo foi realizado por US$ 40 milhões e atualmente o nome da empresa faz parte do  Amway Center.

Marcas
A Amway é detentora das marcas Home (cuidados para o lar), Nutrilite® (suplementos alimentares), Glister (linha de tratamento bucal), Ertia (higiene pessoal), Artistry (cuidados com a pele e maquiagem), Satinique (cuidados com o cabelo) Fragrâncias (Perfumaria) eSpring (purificadores de água), Atmosphere (purificadores de ar) e iCook (panelas).